# Farid al-Ansari

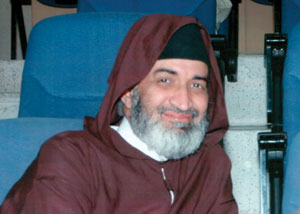
Farid al-Ansari

Farid al-Ansari (provincie Errachidia, 1960 - Istanboel, 5 november 2009) was een academicus en Marokkaanse geestelijke.

## Carrière
Al-Ansari behaalde de Ph.D. in islamitische studies in dit specialisme Grondslagen van de Rechtspraak (Fiqh al-Oesoel). Hij was voorzitter van de tak van de Islamitische wetenschappen aan de Faculteit der Letteren, Universiteit Moulay Ismail in Meknes. Hij was voorzitter van de rechtbank wetenschapper (Raad van Ulema) van de stad Meknes. Hij was hoogleraar in de grondslagen van de rechtspraak en voorzitter van Unity: Fatwa, maatschappij en doelstellingen van de Sharia in het departement van graduate studies aan dezelfde universiteit.
Hij bezette de zetel van de exegese - tafsir- als docent aan de Grote Moskee in de stad Meknes. Goedgekeurd door de hofprediker wetenschappelijke Meknes - Marokko.
Hij was lid van de World League van de islamitische literatuur, stichtend lid van het Instituut voor terminologie verbonden aan de Faculteit der Geesteswetenschappen aan de Universiteit Mohammed Ben Abdellah in Fez.
Al-Ansari stond bekend als een relatief bescheiden, nederig en vriendelijk persoon. Hij stond ver weg van kritiek en controverse. Het doel was om uit te leggen, het aanpakken van de kern, de Koran met eenvoudige woorden, begrepen door mannen en vrouwen, jong en oud, geletterde en ongeletterde. Hij was uniek ("Farid" in het Arabisch) in zijn welsprekendheid, zijn pragmatisme en de onderwerpen die hij behandelde spraken alleen van de prioriteiten van de islam.

## Zijn dood
Hij stierf door de gevolgen van kanker, op donderdag 5 november 2009 in een ziekenhuis in Istanboel, waar hij voor behandeling lag. Daar schreef hij zijn laatste boek Aoudt oul Foursan, een boek voor de Arabische jongeren waarin hij vertelt over de Osmaanse imam/intellectueel Saïd Nursî. Zijn begrafenis vond plaats op zondag 8 november 2009 in de stad Meknes, waarbij een paar duizend mensen, waaronder de verschillende ulama van Marokko, aanwezig waren. Hij is begraven op de begraafplaats van Zeytouna van Meknes, de stad waar hij woonde.
De Koning van Marokko, Mohammed VI heeft een brief gestuurd van medeleven met de getroffen familie.